# Xuhang
Xuhang (kinesiska: 徐行镇) är en köping i Kina. Den ligger i Jiading i storstadsområdet Shanghai, i den östra delen av landet, omkring 27 kilometer nordväst om den centrala stadskärnan. Antalet invånare är 165 452. Befolkningen består av 76 237 kvinnor och 89 215 män. Barn under 15 år utgör 8,0 %, vuxna 15-64 år 84 %, och äldre över 65 år 7,0 %.